# NGC 1228
NGC 1228 est une lointaine et très vaste galaxie lenticulaire située dans la constellation de l'Éridan. Elle a été découverte par l'astronome américain Francis Leavenworth en 1886.

## Caractéristiques
Sa vitesse par rapport au fond diffus cosmologique est de 10 190 ± 38 km/s, ce qui correspond à une distance de Hubble de 150 ± 11 Mpc (∼489 millions d'al).
À ce jour, une mesure non basée sur le décalage vers le rouge (redshift) donne une distance d'environ 95,700 Mpc (∼312 millions d'al). Cette valeur est très loin à l'extérieur des valeurs de la distance de Hubble. Notons cependant que c'est avec la valeur moyenne des mesures indépendantes, lorsqu'elles existent, que la base de données NASA/IPAC calcule le diamètre d'une galaxie.

## Arp 332

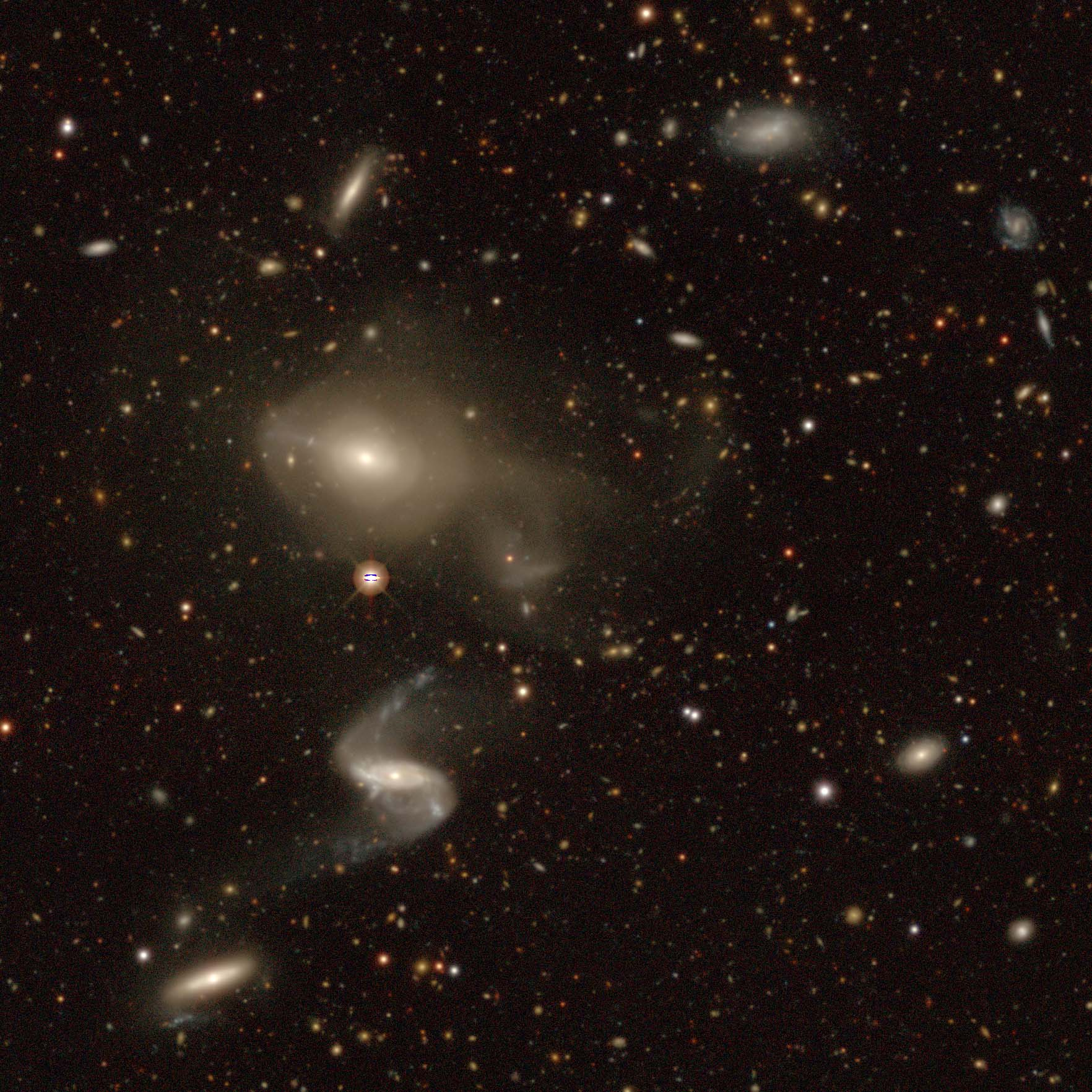
La chaîne de galaixes Arp 332 par le projet « Legacy Surveys DR10 ». De bas en haut, NGC 1230, NGC 1229 et NGC 1228.

Avec les galaxies NGC 1229, NGC 1230 et IC 1892, la galaxie NGC 1228 forme une chaine de galaxies qui figure dans l'atlas de Halton Arp sous la cote Arp 332.